# Triphleba papillata
Triphleba papillata är en tvåvingeart som först beskrevs av David B. Wingate 1906.  Triphleba papillata ingår i släktet Triphleba och familjen puckelflugor. Arten är reproducerande i Sverige. Inga underarter finns listade i Catalogue of Life.